# Noors voetbalelftal in 2007
Het Noors voetbalelftal speelde in totaal elf interlands in het jaar 2007, waaronder negen wedstrijden in de kwalificatiereeks voor de EK-eindronde 2008 in Oostenrijk en Zwitserland. De ploeg stond onder leiding van bondscoach Åge Hareide. Dankzij zes overwinningen in elf duels steeg Noorwegen in 2007 op de FIFA-wereldranglijst van de 50ste (januari 2007) naar de 29ste plaats (december 2007).

## Balans
| Wedstrijden | Wedstrijden | Wedstrijden | Wedstrijden | Doelpunten | Doelpunten | Doelpunten | Punten |
| Gespeeld    | Winst       | Gelijk      | Verlies     | Voor       | Tegen      | Saldo      | Punten |
| ----------- | ----------- | ----------- | ----------- | ---------- | ---------- | ---------- | ------ |
| 11          | 6           | 2           | 3           | 24         | 12         | +12        | 1.272  |

## Interlands
|                                                                 |                                   |       |                        |                                                                                     |
| 7 februari Vriendschappelijk № 718 «onderlinge duels» 20:15 uur | Kroatië                           | 2 – 1 | Noorwegen              | Stadion na Kantridi, Rijeka Toeschouwers: 7.000 Scheidsrechter: Philippe Kalt (FRA) |
| 7 februari Vriendschappelijk № 718 «onderlinge duels» 20:15 uur | Mladen Petrić 26' Luka Modrić 38' |       | 86' Petter Vaagan Moen | Stadion na Kantridi, Rijeka Toeschouwers: 7.000 Scheidsrechter: Philippe Kalt (FRA) |

|                                                             |                       |       |                                              |                                                                              |
| 24 maart EK-kwalificatie № 719 «onderlinge duels» 19:05 uur | Noorwegen             | 1 – 2 | Bosnië en Her.                               | Ullevaal Stadion, Oslo Toeschouwers: 16.987 Scheidsrechter: Mike Riley (ENG) |
| 24 maart EK-kwalificatie № 719 «onderlinge duels» 19:05 uur | John Carew 50' (pen.) |       | 18' Zvjezdan Misimović 33' Zlatan Muslimović | Ullevaal Stadion, Oslo Toeschouwers: 16.987 Scheidsrechter: Mike Riley (ENG) |

|                                                             |                                       |       |                                      |                                                                                           |
| 28 maart EK-kwalificatie № 720 «onderlinge duels» 20:00 uur | Turkije                               | 2 – 2 | Noorwegen                            | Commerzbank Arena, Frankfurt am Main Toeschouwers: — Scheidsrechter: Stefano Farina (ITA) |
| 28 maart EK-kwalificatie № 720 «onderlinge duels» 20:00 uur | Hamit Altıntop 71' Hamit Altıntop 89' |       | 31' Simen Brenne 40' Martin Andresen | Commerzbank Arena, Frankfurt am Main Toeschouwers: — Scheidsrechter: Stefano Farina (ITA) |

|                                                           |                                                                                    |       |       |                                                                                |
| 2 juni EK-kwalificatie № 721 «onderlinge duels» 20:05 uur | Noorwegen                                                                          | 4 – 0 | Malta | Ullevaal Stadion, Oslo Toeschouwers: 16.364 Scheidsrechter: Jacek Granat (POL) |
| 2 juni EK-kwalificatie № 721 «onderlinge duels» 20:05 uur | Kristofer Hæstad 31' Thorstein Helstad 73' Steffen Iversen 79' John Arne Riise 90' |       |       | Ullevaal Stadion, Oslo Toeschouwers: 16.364 Scheidsrechter: Jacek Granat (POL) |

|                                                           |                                                                      |       |           |                                                                                     |
| 6 juni EK-kwalificatie № 722 «onderlinge duels» 19:00 uur | Noorwegen                                                            | 4 – 0 | Hongarije | Ullevaal Stadion, Oslo Toeschouwers: 19.198 Scheidsrechter: Eduardo Iturralde (ESP) |
| 6 juni EK-kwalificatie № 722 «onderlinge duels» 19:00 uur | Steffen Iversen 22' Daniel Braaten 57' John Carew 60' John Carew 78' |       |           | Ullevaal Stadion, Oslo Toeschouwers: 19.198 Scheidsrechter: Eduardo Iturralde (ESP) |

|                                                                  |                                      |       |                           |                                                                                 |
| 22 augustus Vriendschappelijk № 723 «onderlinge duels» 19:00 uur | Noorwegen                            | 2 – 1 | Argentinië                | Ullevaal Stadion, Oslo Toeschouwers: 23.932 Scheidsrechter: Darko Čeferin (SLO) |
| 22 augustus Vriendschappelijk № 723 «onderlinge duels» 19:00 uur | John Carew 12' (pen.) John Carew 58' |       | 84' Maximiliano Rodriguez | Ullevaal Stadion, Oslo Toeschouwers: 23.932 Scheidsrechter: Darko Čeferin (SLO) |

|                                                                |          |                     |           |                                                                                  |
| 8 september EK-kwalificatie № 724 «onderlinge duels» 21:00 uur | Moldavië | 0 – 1               | Noorwegen | Zimbru Stadion, Chisinau Toeschouwers: 15.000 Scheidsrechter: Robert Małek (POL) |
| 8 september EK-kwalificatie № 724 «onderlinge duels» 21:00 uur |          | 49' Steffen Iversen |           | Zimbru Stadion, Chisinau Toeschouwers: 15.000 Scheidsrechter: Robert Małek (POL) |

|                                                                 |                                    |       |                                              |                                                                                   |
| 12 september EK-kwalificatie № 725 «onderlinge duels» 19:00 uur | Noorwegen                          | 2 – 2 | Griekenland                                  | Ullevaal Stadion, Oslo Toeschouwers: 24.080 Scheidsrechter: Massimo Busacca (SUI) |
| 12 september EK-kwalificatie № 725 «onderlinge duels» 19:00 uur | John Carew 15' John Arne Riise 39' |       | 7' Sotirios Kyrgiakos 29' Sotirios Kyrgiakos | Ullevaal Stadion, Oslo Toeschouwers: 24.080 Scheidsrechter: Massimo Busacca (SUI) |

|                                                               |                       |                                     |           |                                                                                     |
| 17 oktober EK-kwalificatie № 726 «onderlinge duels» 19:30 uur | Bosnië en Herzegovina | 0 – 2                               | Noorwegen | Koševo Stadion, Sarajevo Toeschouwers: 15.000 Scheidsrechter: Stéphane Lannoy (FRA) |
| 17 oktober EK-kwalificatie № 726 «onderlinge duels» 19:30 uur |                       | 5' Erik Hagen 75' Bjørn Helge Riise |           | Koševo Stadion, Sarajevo Toeschouwers: 15.000 Scheidsrechter: Stéphane Lannoy (FRA) |

|                                                                |                |       |                                      |                                                                               |
| 17 november EK-kwalificatie № 727 «onderlinge duels» 19:00 uur | Noorwegen      | 1 – 2 | Turkije                              | Ullevaal Stadion, Oslo Toeschouwers: 23.783 Scheidsrechter: Markus Merk (GER) |
| 17 november EK-kwalificatie № 727 «onderlinge duels» 19:00 uur | Erik Hagen 12' |       | 31' Emre Belözoğlu 60' Nihat Kahveci | Ullevaal Stadion, Oslo Toeschouwers: 23.783 Scheidsrechter: Markus Merk (GER) |

|                                                                |                    |       |                                                                                              |                                                                                     |
| 21 november EK-kwalificatie № 728 «onderlinge duels» 20:00 uur | Malta              | 1 – 4 | Noorwegen                                                                                    | Ta' Qali Stadium, Ta' Qali Toeschouwers: 6.000 Scheidsrechter: Yuriy Baskakov (RUS) |
| 21 november EK-kwalificatie № 728 «onderlinge duels» 20:00 uur | Michael Mifsud 53' |       | 25' Steffen Iversen 28' (pen.) Steffen Iversen 45' Steffen Iversen 75' Morten Gamst Pedersen | Ta' Qali Stadium, Ta' Qali Toeschouwers: 6.000 Scheidsrechter: Yuriy Baskakov (RUS) |

## FIFA-wereldranglijst
| JAN | FEB | MAR | APR | MEI | JUN | JUL | AUG | SEP | OKT | NOV | DEC |
| --- | --- | --- | --- | --- | --- | --- | --- | --- | --- | --- | --- |
| 50  | 47  | 43  | 49  | 49  | 36  | 35  | 35  | 29  | 21  | 28  | 29  |

## Statistieken
| Håkon Opdal           | 1982-06-11 | Brann Bergen         | 9  | 0 | 0 | 10 | 0 |
| Thomas Myhre          | 1973-10-16 | Viking Stavanger     | 2  | 0 | 0 | 56 | 0 |
| Rune Jarstein         | 1984-09-29 | Odd Grenland         | 0  | 1 | 0 | 1  | 0 |
| Verdediging           |            |                      |    |   |   |    |   |
| John Arne Riise       | 1980-09-24 | Liverpool            | 11 | 0 | 2 |    |   |
| Brede Hangeland       | 1981-06-20 | Fulham FC            | 11 | 0 | 0 |    |   |
| Jarl André Storbæk    | 1978-09-21 | Vålerenga IF         | 10 | 0 | 0 |    |   |
| Erik Hagen            | 1975-07-20 | Wigan Athletic       | 9  | 0 | 2 |    |   |
| Vidar Riseth          | 1972-04-21 | Rosenborg BK         | 1  | 2 | 0 |    |   |
| Marius Johnsen        | 1981-08-28 | Lillestrøm SK        | 1  | 0 | 0 |    |   |
| Ronny Johnsen         | 1969-06-10 | Vålerenga IF         | 1  | 0 | 0 |    |   |
| Anders Rambekk        | 1976-08-17 | Lillestrøm SK        | 1  | 0 | 0 | 7  | 0 |
| Kjetil Wæhler         | 1976-03-16 | Vålerenga IF         | 1  | 0 | 0 |    |   |
| Frode Kippe           | 1978-01-17 | Lillestrøm SK        | 0  | 1 | 0 |    |   |
| Middenveld            |            |                      |    |   |   |    |   |
| Morten Gamst Pedersen | 1981-09-08 | Blackburn Rovers     | 10 | 0 | 1 |    |   |
| Martin Andresen       | 1977-02-02 | Brann Bergen         | 9  | 0 | 1 |    |   |
| Bjørn Helge Riise     | 1983-06-21 | Lillestrøm SK        | 8  | 0 | 1 |    |   |
| Kristofer Hæstad      | 1983-12-09 | Start Kristiansand   | 6  | 2 | 1 |    |   |
| Christian Grindheim   | 1983-07-17 | sc Heerenveen        | 3  | 2 | 0 |    |   |
| Jan Gunnar Solli      | 1981-04-19 | Brann Bergen         | 2  | 1 | 0 |    |   |
| Fredrik Strømstad     | 1982-01-20 | Start Kristiansand   | 2  | 0 | 0 |    |   |
| Daniel Braaten        | 1982-05-25 | Bolton Wanderers     | 1  | 3 | 1 |    |   |
| Simen Brenne          | 1981-03-17 | Lillestrøm SK        | 1  | 2 | 1 | 3  | 1 |
| Per Ciljan Skjelbred  | 1987-06-16 | Rosenborg BK         | 1  | 2 | 0 |    |   |
| Alexander Tettey      | 1986-04-04 | Rosenborg BK         | 1  | 1 | 0 |    |   |
| John Anders Bjørkøy   | 1979-01-08 | Fredrikstad FK       | 0  | 3 | 0 |    |   |
| Petter Vaagan Moen    | 1984-02-05 | Brann Bergen         | 0  | 1 | 1 |    |   |
| Daniel Fredheim-Holm  | 1985-07-30 | Vålerenga IF         | 0  | 1 | 0 |    |   |
| Tommy Svindal Larsen  | 1973-08-11 | Odd Grenland         | 0  | 1 | 0 | 24 | 0 |
| Lars Iver Strand      | 1983-05-07 | Tromsø IL            | 0  | 1 | 0 |    |   |
| Aanval                |            |                      |    |   |   |    |   |
| John Carew            | 1979-09-05 | Aston Villa          | 10 | 0 | 6 |    |   |
| Steffen Iversen       | 1976-11-10 | Rosenborg BK         | 6  | 2 | 6 |    |   |
| Thorstein Helstad     | 1977-04-28 | Brann Bergen         | 2  | 6 | 1 |    |   |
| Frode Johnsen         | 1974-03-17 | Nagoya Grampus Eight | 1  | 0 | 0 |    |   |
| Ole Gunnar Solskjær   | 1973-02-26 | Manchester United    | 1  | 0 | 0 |    |   |
| Sigurd Rushfeldt      | 1972-12-11 | Tromsø IL            | 0  | 3 | 0 | 38 | 7 |
| Ole Martin Årst       | 1974-07-19 | Start Kristiansand   | 0  | 1 | 0 |    |   |
| Erik Nevland          | 1977-11-10 | Fulham               | 0  | 1 | 0 |    |   |